# Јозо Томашевић
Јозо Томашевић (енгл. Jozo Tomasevich; Кошарни До, 16. март 1908 — Пало Алто, 15. октобар 1994) је био хрватско-амерички економиста и војни историчар. Био је професор емеритус на Државном универзиту Сан Франциско.

## Образовање и каријера
Рођен је у селу Кошарни До на Пељешцу (данас део општине Оребић). Томашевић је завршио средњу школу у Сарајеву прије пресељења у Швајцарску на студије на Универзитету у Базелу, где је докторирао економију 1932. Након дипломирања радио је као финансијски стручњак у Народној банци Југославије у Београду до 1938, када се преселио у Сједињене Државе уз подршку фондације Рокфелер "служећи се богатим ресурсима универзитета Харвард". У САД је прво радио на Прехрамбено-истраживачком институту Универзитета Станфорд као члан њиховог научног особља. Током Другог светског рата био је такође повезан с Одбором за економско ратовање и Управом за и рахабилитацију Уједињених нација у Вашингтону. Након рата прво је радио у Савезној банци у Сан Франциску. Године 1948. се придружио Државном универзиту Сан Франциско и тамо предавао двадесет пет година док није пензионисан године 1973. Такође је предавао годину дана на Универзитету Колумбија око 1954. Године 1974. и 1976. добио је стипендије за своја "постдокторска истраживања у источноевропским студијима" из америчког Савета учених друштава.

## Радови
Пре 1938, Томашевићеве публикације биле су усмерена на финансије Краљевине Југославије током Велике депресије. У САД, он се најпре усредсредио на економске аспекте међународних односа у пацифичком басену. Он је следио да уз студију "економских проблема југословенског сељаштва унутар ширег друштвеног, политичког и повијесног оквира" у својој књизи из 1955. Сељаци, политика и економске промјене у Југославији.
Крајем 1950-их почео је радити на планираној трилогији о историји Југославије током Другог светског рата. Први књига, фокусирана на четнике, појавила се 1975. и била "у основи студија о политици, идеологији и војним операцијама, иако улога економског фактора није превиђена“. Друга књига се фокусирала на квислиншке владе у Југославији, а посебно на Независне Државе Хрватске, и објављена је постхумно године 2001. уз уређивање његове кћерке Неде. Трећа књига, којом су покривени југословенски партизани, је завршена 75% и остала је необјављена. У октобру 2001, лична библиотека Јозе Томашевића је поклоњена Библиотеци универзитета Стендфорд.

## Признање
Године 1989, Томашевић и Вејн С. Вучинић су примили награду за истакнути допринос словенским студијима из Удружења за словенске, источноевропске и евроазијске студије.

## Приватни живот
Године 1937. Томашевић се оженио Недом Брелић, средњошколском наставницом, с којом је имао троје деце. Она је преминула 5. јула 2002, у 88. години.